# حوزه انتخابیه فردوس، طبس، سرایان و بشرویه
حوزهٔ انتخابیه فردوس، طبس، سرایان ،بشرویه و عشق‌آباد یکی از حوزه‌های استان خراسان جنوبی برای انتخابات مجلس شورای اسلامی است. این حوزه به مرکزیت فردوس، ۱ نماینده دارد.
شهرهای فردوس، طبس، سرایان و بشرویه مهم‌ترین شهرهای این حوزه می‌باشند.
این حوزه انتخابیه، وسیع‌ترین حوزه نمایندگی مجلس شورای اسلامی بوده که با وسعت بیش از ۷۸٬۰۰۰ کیلومتر مربع، از ۲۴ استان ایران وسیع‌تر است.

## پی‌نوشت و منبع
1. ↑  «نتایج سرشماری عمومی نفوس و مسکن ۱۳۹۰، جمعیت شهرستان‌های کشور» (PDF). درگاه ملی آمار. بایگانی‌شده از اصلی (PDF) در ۱۱ مارس ۲۰۱۳. دریافت‌شده در شهریور ۱۳۹۰. تاریخ وارد شده در |تاریخ بازدید= را بررسی کنید (کمک)
2. ↑  «جدول حوزه‌های انتخابیه در انتخابات نهمین دوره مجلس شورای اسلامی» (PDF). مرکز پژوهش و سنجش افکار صدا و سیما. بایگانی‌شده از اصلی (PDF) در ۵ اكتبر ۲۰۱۸. دریافت‌شده در دی ۱۳۹۵. تاریخ وارد شده در |تاریخ بازدید=،|archive-date= را بررسی کنید (کمک)
3. ↑  مساحت این حوزه شامل مساحت شهرستان‌های فردوس (۵٬۱۰۰ کیلومتر مربع)، شهرستان طبس (۵۶٬۴۶۰ کیلومتر مربع)، شهرستان سرایان (۹٬۳۳۴ کیلومتر مربع و شهرستان بشرویه (۷٬۹۹۴ کیلومتر مربع) می‌باشد.